# رضا سید عبدالحکیم
رضا سید عبدالحکیم (متولد 1992) بازیکن فوتبال مصری در پست دروازه بانی است. او در حال حاضر در باشگاه اسوان بازی می کند.